# Luigi Nono (compositore)
Luigi Nono (Venezia, 29 gennaio 1924 – Venezia, 8 maggio 1990) è stato un compositore e scrittore italiano. Utilizzò spesso testi politici nei suoi lavori: Il canto sospeso (1955), che gli diede fama internazionale, è basato su frammenti di lettere di condannati a morte della Resistenza europea; La fabbrica illuminata (1964), per soprano, coro e nastro magnetico, denuncia le pessime condizioni degli operai nelle fabbriche di quegli anni; Ricorda cosa ti hanno fatto in Auschwitz (1966), è tratto dalle musiche di scena di un dramma di Peter Weiss ambientato nel campo di concentramento. Mise in musica testi di poeti e scrittori celebri, come Giuseppe Ungaretti, Cesare Pavese, Federico García Lorca, Pablo Neruda, Paul Éluard.

## Biografia

### Primi anni
I genitori, Mario e Maria Manetti, scelsero per lui il nome del nonno paterno, il pittore Luigi Nono, esponente della scuola veneziana dell'Ottocento. Studiò nel Conservatorio della città natale, dove si avvicinò al Serialismo, e fu allievo di Gian Francesco Malipiero, Bruno Maderna e Hermann Scherchen. Nel 1942, diciottenne, si iscrisse alla facoltà di Giurisprudenza presso l'Università di Padova, laureandosi nel 1947. Nel 1952 si iscrisse al Partito Comunista Italiano, divenendo in breve tempo uno degli amici più intimi di Palmiro Togliatti.

### Gli anni cinquanta e la Scuola di Darmstadt
Dal 1950 al 1960 frequentò i "Ferienkurse für neue Musik" a Darmstadt, dove incontrò compositori come Edgard Varèse e Karlheinz Stockhausen. Fu Scherchen a presentare ai "Ferienkurse" la sua prima opera, le Variazioni canoniche sulla serie dell'op. 41 di A. Schönberg, facendolo conoscere sia come compositore, che come artista politicamente impegnato su posizioni antifasciste.
Tra i suoi lavori di questo periodo: Polifonica-Monodia-Ritmica (1951), i tre Epitaffi per Federico García Lorca (1951-1953), La victoire de Guernica (1954) e il Liebeslied (1954), scritto per la futura moglie Nuria Schönberg (figlia di Arnold), che Nono aveva conosciuto ad Amburgo nel 1953, in occasione della prima rappresentazione del Moses und Aron. La coppia si sposò nel 1955 ed ebbe due figlie, Silvia e Serena. Nel tempo immediatamente successivo, Nono rigettò progressivamente l'approccio analitico del Serialismo, in favore del raggiungimento di un'integrità assoluta del fenomeno musicale: Incontri (1955), Il canto sospeso (1956), e Cori di Didone (1958), tratti da La terra promessa di Giuseppe Ungaretti.
La prima mondiale de Il canto sospeso per soli, coro e orchestra, il cui testo è tratto dalle Lettere di condannati a morte della Resistenza europea (Einaudi, Torino 1954), ebbe luogo a Colonia il 24 ottobre 1956  e rivelò, dell'arte compositiva di Nono, la discendenza diretta dall'espressività di sintesi fra pensiero razionale e struggimento emotivo di Anton Webern. È in essa che Nono apre le sue nuove vie: non solo per l'esemplare equilibrio tra voci e strumenti, ma per una scrittura vocale webernianamente puntillistica in cui le parole, scomposte in sillabe affidate ciascuna a voci diverse, creano sonorità le più cangianti. Il canto sospeso è  annoverato tra le opere musicali più importanti di quegli anni  ed è certamente possibile considerarlo anche tra gli esempi artistici più alti di commemorazione delle vittime del fascismo.
Nono tornò a comporre su testi politicamente caratterizzati in senso antifascista con Diario polacco: Composizione n. 2 (1958-59), composta dopo un viaggio nei campi di concentramento nazisti, e con l'azione scenica Intolleranza 1960, la cui prima rappresentazione, a Venezia il 13 aprile 1961, fu accompagnata da disordini tra il pubblico.

### Gli anni Sessanta e Settanta
Intolleranza 1960 può essere considerata come il punto culminante dello stile e dell'estetica giovanili di Luigi Nono. La trama ha per protagonista un emigrante che si trova coinvolto in varie situazioni tipiche della moderna società capitalistica: sfruttamento degli operai, manifestazioni di piazza, arresto e tortura, internamento in un campo di concentramento, "episodi di violenza, immagini di fanatismo razziale". Definito dall'autore "azione scenica", questo ricco dramma espressionista utilizza un'ampia gamma di risorse teatrali: orchestra sinfonica, coro, nastro, altoparlanti, sino alla tecnica della "lanterna magica" derivante dal teatro di Mejerchol'd e di Majakovskij.

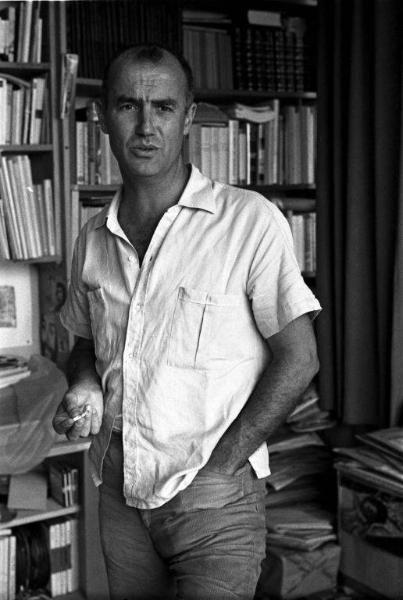
Luigi Nono fotografato nella sua casa veneziana da Carla Cerati nel 1968

Il libretto di Angelo Maria Ripellino consiste di slogan politici, poesie e citazioni da Brecht e da Sartre. Tutto ciò, assieme alla stridente e angosciante musica di Nono, aiuta il pubblico a raggiungere una comprensione intuitiva di quella concezione anti-capitalistica che Nono intendeva comunicare. I disordini durante la prima rappresentazione furono significativamente dovuti alla presenza fra il pubblico di attivisti di destra e di sinistra; i neo-fascisti tentarono di disturbare la rappresentazione mediante il lancio di bombette puzzolenti, ma non riuscirono a impedire l'esito trionfale della serata.
A partire dal 1956 Nono si interessò sempre più alla musica elettronica, a partire dall'esperienza di quell'anno presso l'"Elektroakustische Experimentalstudio" fondato da Scherchen a Gravesano. La sua prima composizione per nastro magnetico fu Omaggio a Vedova (1960); tra i lavori successivi, di cui si parlerà più avanti, Como una ola de fuerza y luz per soprano, pianoforte, orchestra e nastro magnetico (1972), ...sofferte onde serene... per pianoforte e nastro magnetico (1976), composizione dedicata al Maestro Maurizio Pollini, e soprattutto Al gran sole carico d'amore (1975).
Durante gli anni sessanta, le composizioni di Nono divennero sempre più esplicite e polemiche quanto ai loro soggetti, fossero essi l'allarme contro la catastrofe nucleare (Canti di vita e d'amore: sul ponte di Hiroshima del 1962), la denuncia dello sfruttamento capitalistico (La fabbrica illuminata, 1964), la condanna dei crimini di guerra nazisti (Ricorda cosa ti hanno fatto in Auschwitz, 1965) o dell'imperialismo statunitense durante la guerra del Vietnam (A floresta é jovem e cheia de vida, 1966; il titolo, in portoghese, significa "La foresta è giovane e piena di vita"). In tali opere, Nono iniziò a incorporare materiale documentario (discorsi politici, slogan, suoni diversi) registrato su nastro, e sperimentò un nuovo uso dell'elettronica, che egli sentiva necessaria al fine di produrre le "situazioni concrete" relative alle questioni politiche contemporanee.
In questo periodo l'arte di Nono è caratterizzata da una "costante inquietudine esistenziale" che si rivela fra "i poli estremi del violento scatenamento di materia sonora e di un terso, doloroso lirismo". Durante la composizione de La fabbrica illuminata, Nono stesso si recò presso l'Italsider di Genova-Cornigliano, per incidere su nastro magnetico i rumori delle macchine che usò successivamente nella composizione del brano. In accordo con le sue convinzioni marxiste maturate sugli scritti di Antonio Gramsci, egli portò la sua musica fuori dalle sale da concerto, nelle università, nelle camere del lavoro e nelle fabbriche, dove tenne conferenze e concerti.
A tale proposito, Nono dichiarò: "Per me personalmente fare musica è intervenire nella vita contemporanea, nella situazione contemporanea, nella lotta contemporanea di classe, secondo una scelta che io ho fatto; quindi, contribuire non solo a una forma di quella che Gramsci chiamava l'egemonia culturale, cioè diffusione, propagazione di idee della lotta di classe (...) non limitarsi solo alla presa di coscienza o contribuire alla presa di coscienza, ma produrre qualcosa per un modo di provocazione e di discussione (...). In questo senso non mi sento musicista come crede la quasi totalità dei musicisti contemporanei, che sono sul piano nettamente restaurativo e istituzionalizzato, quindi legati al potere economico, di classe, governativo oggi, sia in Italia che in Germania, soprattutto nei paesi capitalisti...".
Nuova tappa della sperimentazione di Nono con la musica elettronica, Contrappunto dialettico alla mente è una composizione per nastro magnetico del 1968, ispirata alla raccolta di madrigali di Adriano Banchieri Festino nella sera del giovedì grasso avanti cena (1608). Il titolo è un gioco di parole sul "contrappunto alla mente", prassi musicale secentesca che consisteva nell'improvvisare un contrappunto su un basso dato. Fra i materiali utilizzati da Nono vi sono alcuni testi di Nanni Balestrini e un volantino scritto da attivisti neri statunitensi contro la guerra del Vietnam. Questa composizione fu commissionata a Nono dalla RAI per la partecipazione al Premio Italia 1968, ma la RAI non la presentò al concorso in quanto la ritenne offensiva nei confronti degli USA.
Il dittico Non consumiamo Marx fu ultimato da Nono nel 1969. Come scrive Armando Gentilucci, "[s]i tratta di una vasta opera in due parti: la prima, Un volto, del mare,  per voci e nastro magnetico, utilizza il testo di una poesia di Cesare Pavese (Mattino); la seconda, che dà il titolo all'insieme (appunto Non consumiamo Marx), sempre per voci e nastro, ricorre a testi tratti dalle scritte murali parigine in occasione del Maggio francese e documenti della contestazione contro la Biennale veneziana sempre del '68, e si giova di registrazioni di strada ricavate dal vivo durante le manifestazioni e le lotte".
Il secondo periodo dell'arte di Nono, che si fa comunemente iniziare da Intolleranza 1960, raggiunse il suo apogeo nella seconda "azione scenica", Al gran sole carico d'amore (1972-74; il titolo è la traduzione di un verso della poesia Les Mains de Jeanne-Marie di Arthur Rimbaud).
In questo lavoro teatrale di grandi dimensioni, Nono rinunciò completamente a qualsiasi impianto narrativo e offrì invece la rappresentazione di alcuni momenti cruciali nella storia del comunismo e della lotta di classe. Il soggetto - risultante da citazioni di manifesti e poesie, classici del socialismo e discorsi anonimi di operai - concerne le rivoluzioni fallite: la Comune di Parigi del 1871, la Rivoluzione russa del 1905, il movimento rivoluzionario in Cile negli anni sessanta del XX secolo sotto la guida di Che Guevara e Tania Bunke. La prima rappresentazione si ebbe al Teatro Lirico di Milano il 4 aprile 1975 per il Teatro alla Scala diretto da Claudio Abbado e interpretato dal soprano Slavka Taskova Paoletti. Durante gli anni sessanta e settanta Nono viaggiò molto all'estero, in particolare in America Latina dove tenne conferenze e conobbe intellettuali e attivisti di sinistra.
Per compiangere la morte di Luciano Cruz (un giovane dirigente del MIR, Movimento della Sinistra Rivoluzionaria cilena, morto nel 1971), Nono compose Como una ola de fuerza y luz, per soprano, pianoforte, orchestra e nastro magnetico (1971-72). Composizione il cui linguaggio musicale richiama quello di Al gran sole carico d'amore, nonché "prima opera di Nono che assegna al pianoforte un ruolo di protagonista", Como una ola de fuerza y luz fu scritta da Nono in stretta collaborazione con Maurizio Pollini, che ne fu il primo interprete nel 1972.
Nono ritornò al pianoforte (con nastro magnetico) per la sua composizione successiva, ...sofferte onde serene... (1976), scritta per il suo amico Maurizio Pollini. Con quest'opera, il compositore iniziò una fase del suo sviluppo radicalmente nuova e più intima, fase che proseguì attraverso Con Luigi Dallapiccola per sei esecutori di percussione e live electronics (1979), fino a Fragmente-Stille, An Diotima per quartetto d'archi (1980). Quest'ultima è una delle opere di Nono più impegnative, sia per gli esecutori sia per gli ascoltatori. La partitura è inframmezzata da cinquantatré citazioni da poesie di Hölderlin, che non devono essere recitate né intonate, ma "cantate" internamente e silenziosamente dai musicisti durante l'esecuzione.
Dal giugno del 1979 diresse la rivista di musica e didattica musicale Laboratorio Musica, collegata all'ARCI.

### Nono, il grande pubblico e lapopular music
Anche a causa del carattere sperimentale e non immediatamente accessibile della sua musica, i tentativi di Nono di "intervenire nella lotta di classe" confrontandosi direttamente con le masse (cioè, in concreto, con il pubblico politicizzato di quegli anni) non andarono esenti da attriti e da contestazioni anche molto dure. Una significativa testimonianza di Ivan Della Mea si riferisce a un concerto tenutosi al Palazzo dello Sport di Roma nella prima metà degli anni settanta, ove a turno suonarono, oltre allo stesso Della Mea, Paolo Pietrangeli, Giovanna Marini e appunto Luigi Nono: la performance di quest'ultimo fu accolta da una "selva di fischi", cosicché Nono interruppe l'esecuzione, si fece coraggiosamente avanti sul proscenio, prese il microfono e, rivolgendosi ai "compagni" in platea, improvvisò un intervento che fu accompagnato dagli applausi di tutto il pubblico in piedi.
L'episodio forse più celebre del rapporto non sempre facile tra Nono e il mondo della popular music è costituito da una strofa della canzone Anna di Francia del cantautore Claudio Lolli, dal cui testo però non risulta chiaro se l'attacco a Nono ivi contenuto rifletta il pensiero di Lolli, o se quest'ultimo non si sia invece limitato a descrivere un atteggiamento diffuso in certi ambienti dell'estrema sinistra degli anni settanta
 (in seguito il cantautore spiegherà in un'intervista che la frase incriminata era stata usata semplicemente per descrivere discorsi spezzettati che la protagonista del brano sentiva intorno a sé). Tutto questo non significa che la musica di Nono sia stata priva di ricezione all'interno della popular music: ad esempio Frank Zappa, nel lungo (e semiserio) elenco delle persone che avevano avuto maggiore influenza sulla sua musica, contenuto nelle note di copertina del suo primo album, inserì anche Luigi Nono.
D'altra parte, l'atteggiamento di Nono nei confronti della popular music non era affatto di chiusura preconcetta. Mario Gamba riferisce che Luigi Nono apprezzava la musica di Jimi Hendrix, e che alla fine degli anni settanta il compositore veneziano fu tra il pubblico dello storico concerto di Patti Smith allo stadio di Bologna; Claudio Abbado attribuisce a Luigi Nono l'intenzione (non realizzata a causa della morte del musicista) di utilizzare in una propria composizione la voce di Mina.

### Gli anni ottanta
Nel corso degli anni ottanta, la filosofia di Massimo Cacciari ebbe un'influenza crescente sul pensiero di Nono. Attraverso Cacciari, Nono fu introdotto alla conoscenza approfondita di molti filosofi tedeschi, e soprattutto degli scritti di Walter Benjamin, le cui idee sulla storia (sorprendentemente simili a quelle dello stesso Nono) sono alla base della monumentale opera Prometeo - Tragedia dell'ascolto (1984/85). Dopo il 1980, Nono iniziò a sperimentare nuove possibilità sonore e di produzione lavorando presso lo "Experimentalstudio der Heinrich Strobel-Stiftung des Südwestfunks" di Friburgo, dove si dedicò all'elettronica dal vivo, sviluppando un approccio interamente nuovo alla composizione e alla tecnica, e coinvolgendo frequentemente specialisti e tecnici per realizzare i suoi scopi.
I primi frutti di queste collaborazioni furono Das atmende Klarsein (1981-82), Quando stanno morendo. Diario polacco n° 2 (1982), una condanna della tirannia sovietica nel periodo della guerra fredda (che Nono dedicò "agli amici e compagni polacchi che nell'esilio, nella clandestinità, in prigione, sul lavoro, resistono – sperano anche se disperati, credono anche se increduli"), e Guai ai gelidi mostri (1983). Le nuove tecnologie permettevano al suono di circolare nello spazio, dando alla dimensione spaziale del suono un ruolo non meno importante della sua emissione. Simili innovazioni condussero a una nuova concezione del tempo e dello spazio in musica. Fra le altre sue opere di questo periodo menzioniamo Omaggio a György Kurtág (1983), per contralto, flauto, clarinetto, basso tuba e live electronics.

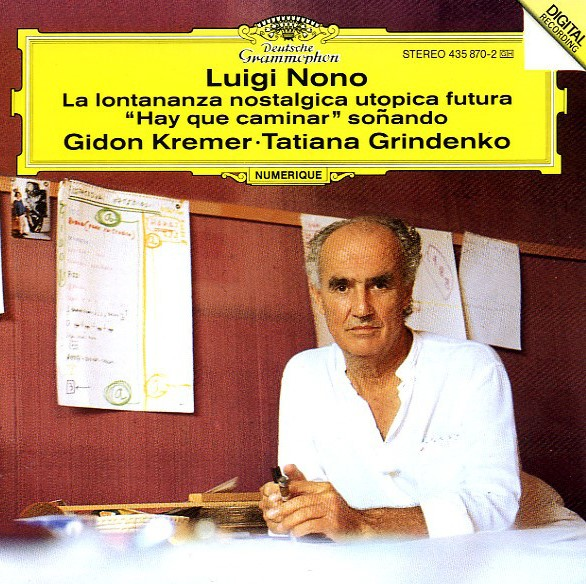
Hay que caminar soñando

Prometeo - Tragedia dell'ascolto (1984/85) è stata descritta come "una delle migliori opere artistiche del XX secolo". La prima esecuzione ebbe luogo nella Chiesa di San Lorenzo a Venezia il 25 settembre 1984, per la Sezione Musica della Biennale diretta da Carlo Fontana, con gli interventi/luce di Emilio Vedova, e fu forse la massima realizzazione del concetto fondamentale in Nono di "teatro della coscienza", che qui si esprime in una sorta di teatro invisibile nel quale la produzione del suono e la sua proiezione nello spazio hanno un ruolo essenziale nella drammaturgia stessa dell'opera. L'architetto Renzo Piano progettò, per la prima, un'imponente struttura, la cui acustica deve in qualche modo essere ricostruita in ogni nuovo allestimento. Il libretto, a cura di Massimo Cacciari, comprende testi di Esiodo, Eschilo, Sofocle, Euripide, Pindaro, Erodoto, Goethe, Hölderlin, Benjamin e Schönberg (per lo più incomprensibili durante la rappresentazione, a causa della caratteristica decostruzione cui Nono li sottopone), concernenti l'origine e l'evoluzione dell'umanità. Nella visione di Nono, la musica e il suono predominano sull'immagine e sulla parola scritta, per formare nuove dimensioni di significato e nuove possibilità di ascolto.
Le ultime opere di Nono testimoniano ancora quelle istanze di rinnovamento e giustizia sociale che egli perseguì tutta la vita. Fra queste, ispirati da un'epigrafe di un monastero francescano di Toledo - Caminantes / No hay caminos / Hay que caminar (Viandanti / Non avete strade / Avete solo da camminare): Caminantes... Ayacucho (1986-87), per contralto, flauto, piccolo e grande coro, organo, orchestra a tre cori e live electronics, su testi di Giordano Bruno; No hay caminos, hay que caminar... Andrei Tarkovski, per sette cori o gruppi strumentali (1987); Hay que caminar soñando, per due violini (1989) e, dell'anno precedente, La lontananza nostalgica utopica futura. Madrigale per più "caminantes" con Gidon Kremer, per violino solo e 8 nastri magnetici. Per quest'ultima, Nono registrò alcune ore di improvvisazioni del violinista Gidon Kremer e preparò otto piste magnetiche, basandosi su questo e altro materiale rielaborato elettronicamente. Nella sala ove si svolge l'esecuzione del brano sono posti otto altoparlanti, che diffondono gli otto canali preregistrati, e sei leggii, sui quali si trovano le sei parti per il violino solista. A questi è accordata dall'Autore una considerevole discrezionalità nella scelta dei tempi d'esecuzione, delle pause tra una sezione e l'altra, e della stessa posizione da cui suonare: il violinista si deve infatti muoversi da un leggio all'altro ed è dunque lui stesso, con questo continuo movimento, a determinare come e dove il suono del suo violino interagisca con le tracce preregistrate.

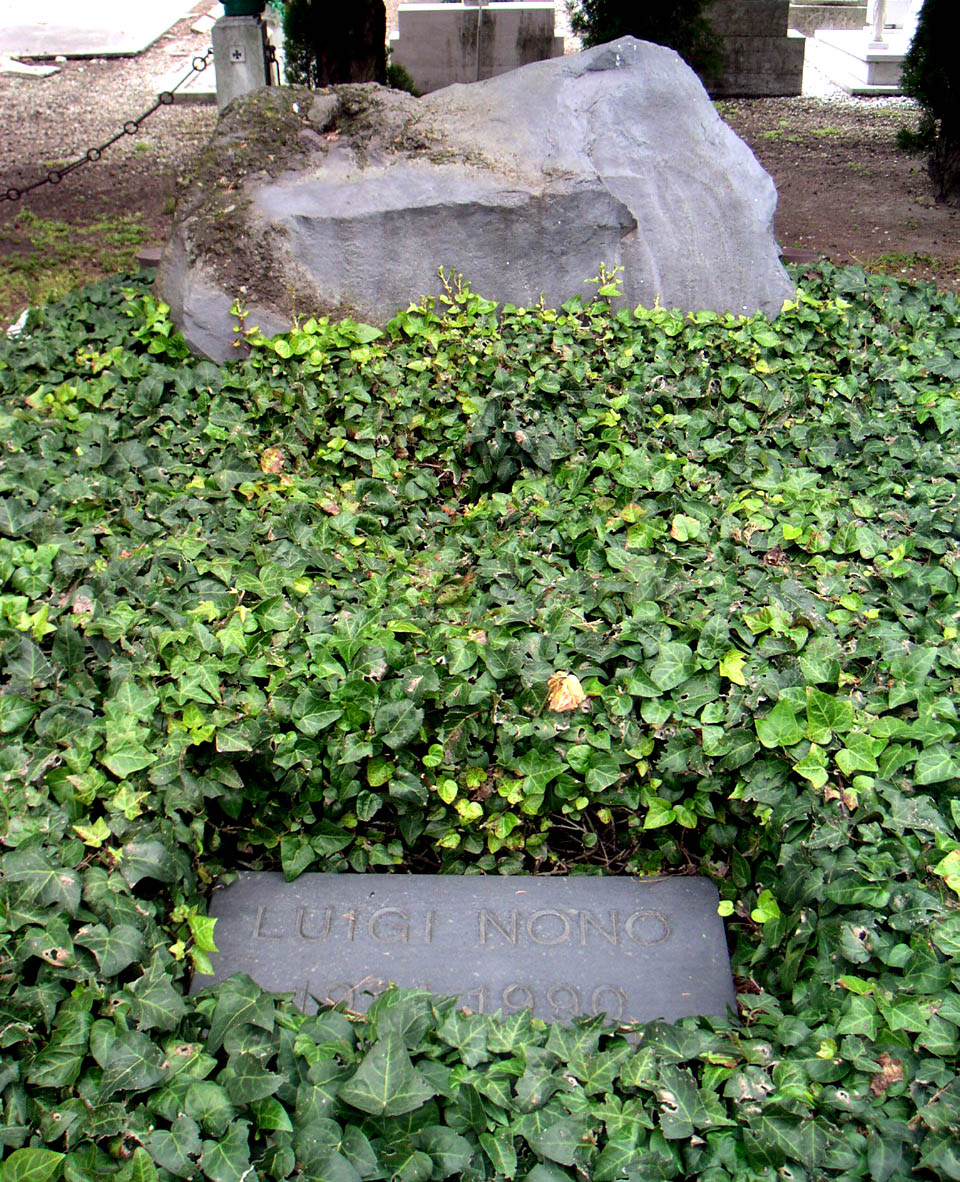
La tomba di Luigi Nono

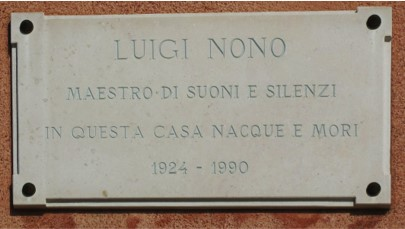
Lapide sulle Zattere al Ponte Longo

Nono morì l’8 maggio 1990 per una grave disfunzione epatica, nella sua dimora natale alle Zattere. È sepolto a Venezia, nel cimitero sull'isola di San Michele, accanto a Igor' Stravinskij, Sergej Djagilev ed Ezra Pound.

## Opere

### Azioni sceniche
- Intolleranza 1960 (1961) – Testo di Angelo Maria Ripellino, Testi di Julius Fučík, Jean-Paul Sartre, Paul Éluard, Vladimir Majakovskij e Bertolt Brecht (e altri).
- Al gran sole carico d'amore, azione scenica in 2 tempi, libretto del compositore e Jurij Ljubimov, diretta da Claudio Abbado al Teatro Lirico di Milano (1975)

### Opere
- Prometeo – Tragedia dell'ascolto. (1984). Testi di Äschylos, W. Benjamin, Fr. Hölderlin e altri, collezionati da Massimo Cacciari

### Balletti
- Der rote Mantel, da Federico Garcia Lorca (1954).

### Lavori orchestrali
- Variazioni canoniche sulla serie dell'op. 41 di Arnold Schoenberg (1950)
- Composizione per orchestra n. 1 (1951)
- Due espressioni per orchestra. (1953)
- Composizione per orchestra n. 2 - Diario polacco 1958. (1959)
- Per Bastiana – Tai-Yang Cheng per nastro e orchestra (1967)
- A Carlo Scarpa, architetto, ai suoi infiniti possibili. (1984)
- Non hay caminos, hay que caminar… Andrej Tarkowsky per sette complessi orchestrali (1987)

### Lavori orchestrali con strumento o voce solista
- Epitaffio per Garcia Lorca n. 2 - Y su sangre ya viene cantando per flauto e piccola orchestra (1952)
- Varianti. Musica per violino, archi e fiati (1957) eseguita nel 1963 al Festival di Donaueschingen diretta da Pierre Boulez
- Canti di vita e d'amore: Sul ponte di Hiroshima per soprano, tenore e orchestra (1962)
- Como una ola de fuerza y luz per soprano, pianoforte, orchestra e nastro (1971/72)

### Lavori orchestrali con coro
- Epitaffio per Federico García Lorca n. 1 - España en el corazón. Tre studi per soprano, baritono, coro e strumenti (1952 a Darmstadt diretta da Bruno Maderna)
- Epitaffio per Federico García Lorca n. 3 - Memento. Romance de la Guardia civil española per altoparlante, coro e orchestra (1953)
- La victoire de Guernica per coro e orchestra (1954).
- Liebeslied per coro e strumenti (1954)
- Il canto sospeso per soprano, contralto, tenore, coro misto e orchestra (1956)
- La terra e la compagna. Canti di Cesare Pavese per soprano, tenore e strumenti (1957)
- Cori di Didone da La terra promessa di Giuseppe Ungaretti per coro e percussioni (1958)
- Da un diario italiano per due cori (1964) (frammento)

### Musica vocale e altri strumenti
- Sarà dolce tacere. Canzone per 8 solisti da La terra e la morte di Cesare Pavese (1960)
- "Ha venido". Canciones para Silvia per soprano e sei voci (1960)
- Canciones a Guiomar per soprano, sei voci femminili e strumenti (1962/63)

### Musica vocale e nastro
- Omaggio a Vedova (1960)
- La fabbrica illuminata, testi Giuliano Scabia e Cesare Pavese (1964 al Teatro La Fenice di Venezia) per soprano e nastro.
- Ricorda cosa ti hanno fatto in Auschwitz (1965)
- A floresta è jovem e cheja de vida (1966 al Teatro La Fenice) per tre voci, clarinetto, 5 piastre di rame e nastro. Testi compilati da Giovanni Pirelli.
- Contrappunto dialettico alla mente (1968)
- Musica-Manifesto. Un volto, del mare - Non consumiamo Marx per voce e nastro (1969)
- Y entonces comprendió (1969/70) per nastro, 3 soprani, 3 voci femminili e cori.
- Für Paul Dessau (1974) per nastro.
- …sofferte onde serene… (1976) per pianoforte e nastro.

### Lavori con Live-Electronics
- Con Luigi Dallapiccola per 6 esecutori di percussione e live electronics (1979)
- Io, Frammento dal Prometeo, a più cori, per 3 soprani, piccolo coro, flauto basso, clarinetto contrabbasso e live electronics (1981)
- Das atmende Klarsein per piccolo coro, flauto basso, live electronics e nastro magnetico (1980- 1983)
- Quando stanno morendo. Diario polacco no. 2. (1982 al Teatro La Fenice di Venezia)
- Omaggio a György Kurtág per contralto, flauto, clarinetto, basso tuba e live electronics (1983 - 1986)[34]
- Guai ai gelidi mostri. Con testo di Massimo Cacciari per le immagini di Emilio Vedova (1983)
- A Pierre. Dell’azzurro silenzio, inquietum a più cori, per flauto contrabbasso, clarinetto contrabbasso e live electronics (1985)
- Risonanze erranti. Liederzyklus a Massimo Cacciari. (1986)
- Caminantes…..Ayacucho per contralto, flauto, piccolo e grande coro, organo, orchestra a tre cori e live electronics (1986-1987)
- Découvrir la subversion. Hommage à Edmond Jabès per contralto, voce recitante, flauto, tuba, corno e live electronics (1987)
- Post-prae-ludium per Donau per tuba e live electronics (1987)
- La lontananza nostalgica utopica futura. Madrigale per più ‘caminantes’ con Gidon Kremer per violino e otto tracce su nastro (1988)

### Musica per ensemble
- Polifonica-Monodia-Ritmica per flauto, clarinetto, clarinetto basso, sax contralto, corno, pianoforte e percussioni (1951)
- Canti per 13 (1955)
- Incontri per 24 strumenti (1955)

### Musica da camera
- Fragmente – Stille, An Diotima per quartetto d'archi (1979)
- "Hay que caminar" soñando per due violini (1989)